# Cylindrotettix santarosae
Cylindrotettix santarosae är en insektsart som beskrevs av Roberts 1975. Cylindrotettix santarosae ingår i släktet Cylindrotettix och familjen gräshoppor. Inga underarter finns listade i Catalogue of Life.